# Godovič
Godovič je razloženo središčno naselje z gručastim jedrom v slovenski Občini Idrija. Leži v skrajnem severo zahodnem delu Notranjskega podolja, pod hribom Jelenšek (817 m). Godovič naj bi nastal zaradi lege na naravno najlažjem prehodu s Primorske na Gorenjsko. V kraju so se na svoji poti ustavljali furmani s tovorom, ki so ga prevažali od zahoda proti vzhodu. Pomena prehodnosti vas še danes ni izgubila, saj leži ob križišču cest, ki povezujejo ajdovsko, goriško ter tolminsko in idrijsko občino.
V okolici kraja je raztresenih več samotnih domačij ter zaselki Ivanje Doline, Dol, Brda, Griže, Log, Pesek, Sleme, Baraka in Šebalk, kjer je tudi manjše umetno jezero, primerno za kopanje.
V središču naselja je cerkev sv. Urbana, pošta, trgovina ter podružnična šola z enoto vrtca. Kraj se hitro širi, v njem pa nastaja mnogo novogradenj.
Turistični zanimivosti na obrobju naselja sta kačja smreka (ena od šestih na ta način rastočih dreves v Sloveniji) in dinozavrova stopinja (na vzpetini vzhodno od kraja). Godovič je na višini 595 metrov. Skozi naselje tradicionalno poteka tudi kolesarski maraton Franja.

## Znani krajani
V Godoviču je leta 2001 umrl duhovnik msgr. Vinko Kobal, tukajšnji župnik od leta 1985 do 2001 in ustanovitelj gibanja POT.